# Cage the Elephant
Cage the Elephant est un groupe de rock américain, originaire de Bowling Green. Formé en 2006, le groupe se délocalise à Londres, en Angleterre en 2008 avant la sortie de leur premier album. Le groupe comprend actuellement le chanteur Matthew Shultz, les guitaristes Brad Shultz et Nick Bockrath, le claviériste Matthan Minster, le bassiste Daniel Tichenor, et le batteur Jared Champion. Lincoln Parish était guitariste solo de la formation en 2006 jusqu'en décembre 2013. Le premier album du groupe, Cage the Elephant, est publié en 2008.

## Biographie

### Débuts (2006–2010)

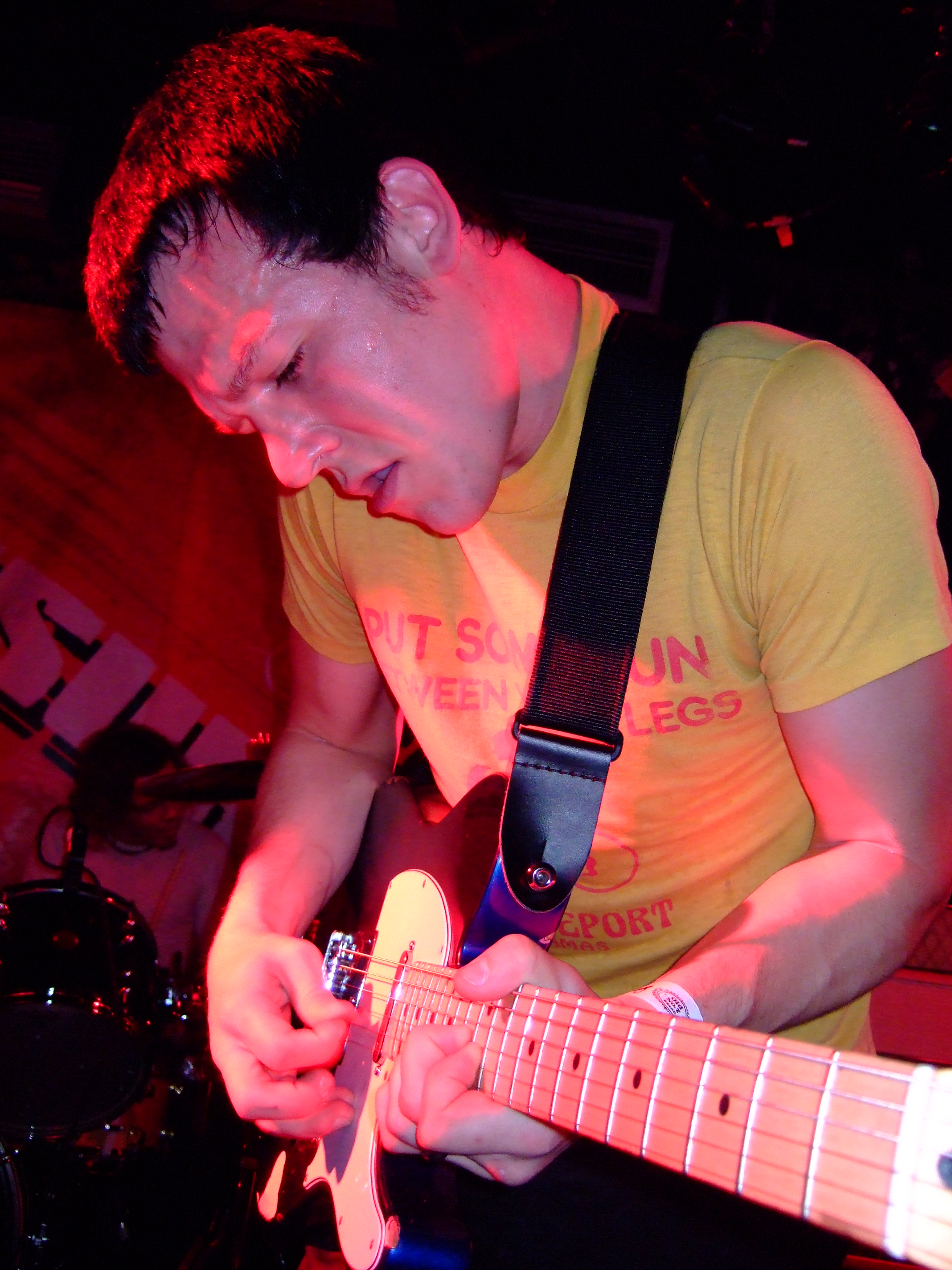
Brad Shultz au Barfly en 2008.

Les trois membres d'origine (Matt Schultz, Brad Schultz et Jared Champion) faisaient partie d'un groupe au lycée qui s'appelait Perfect Confusion et qui a enregistré un unique album. Perfect Confusion ne change pas de nom pour devenir Cage the Elephant ; le groupe se sépare simplement, et deux nouveaux membres les rejoignent pour créer Cage the Elephant.
Le groupe signe avec le label Relentless Records après avoir joué au festival South by Southwest. leur premier concert se fait en ouverture pour Queens of the Stone Age au Canada. Ils se délocalisent ensuite à Londres, en Angleterre dans la banlieue de Leyton. À cette période, Lincoln n'est âgé que de 16 ans et ses parents signeront une décharge parentale. En 2008, ils participent à l'émission britannique Later... with Jools Holland avec Coldplay, Sia, Glen Campbell, John Mellencamp, et Amy Levere (qui serviront de public au groupe).
Ils enregistrent leur premier album, l'éponyme Cage the Elephant, qui sort le 23 avril 2008 au Royaume-Uni, le 21 mars 2009 aux États-Unis, au Japon, en Australie et au Canada, et est généralement bien accueilli par la presse spécialisée, principalement pour son énergie et sa puissance. Leur single Ain't No Rest for the Wicked atteint la 32e place de l'UK Singles Chart. Le nombre de fans de Cage the Elephant s'accroit significativement après que le groupe assure la première partie de The Pigeon Detectives au début de l'année 2008. Le single Ain't No Rest For the Wicked sera téléchargeable gratuitement sur iTunes la semaine du 12 avril. Le single Ain't No Rest For the Wicked est également choisi pour être la bande son de la présentation de Borderlands.

### Thank You, Happy Birthday(2011–2012)
Le deuxième album du groupe, Thank You, Happy Birthday, sort en janvier 2011. Il compte 39 000 exemplaires vendus la première semaine, débutant deuxième du Billboard 200, après Showroom of Compassion de Cake.
Dans les années qui suivent, Cage the Elephant tourne en soutien à l'album. Le groupe multiplie les apparitions télévisées comme au Late Show with David Letterman et au Tonight Show with Jay Leno. Cage the Elephant joue aussi dans des festivals comme le Coachella et le Glastonbury Festival. Le 6 août 2011, Cage the Elephant joue pour le Kansas Speedway au festival Kanrocksas. Ils jouent aussi avec les Foo Fighters, en soutien à leur album Wasting Light. En octobre, Jared Champion souffre d'une appendicite aigüe immédiate qui exigera des soins urgents. Dave Grohl, chanteur des Foo Fighters et ex-batteur de Nirvana, le remplace pendant sa convalescence. Le single à succès du groupe, Shake Me Down, est nommé pour un MTV Video Music Award dans la catégorie meilleure vidéo de rock en septembre 2011.
Cage the Elephant se popularise significativement en 2011. Ils atteignent la première place de la liste des meilleurs nouveaux groupes en 2011 établie par Rolling Stone.

### Melophobia(2013–2015)

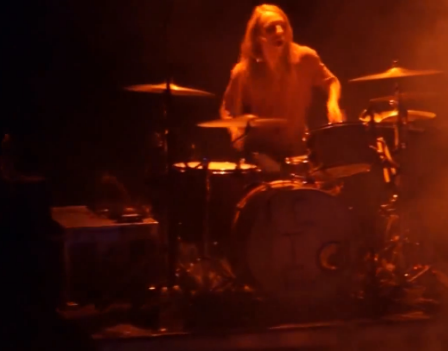
Kyle Davis, ancien membre de tournée, à Columbus, dans l'Ohio, en décembre 2014

Cage the Elephant se réunit en studio pour enregistrer son troisième album Melophobia,. Le premier single de l'album, Come a Little Closer, est en écoute sur YouTube avant de sortir officiellement le 8 août 2013. Matt Shultz révélera le titre de l'album dans une interview avec iHeartRadio. Melophobia, sort le 8 octobre 2013, et est bien accueilli par la presse.
Le 24 août 2013, le groupe joue Melophobia dans son intégralité au Soundcheck Nashville devant familles et amis. Ils jouent aussi les chansons Spiderhead et Come a Little Closer sur la chaine de radio de Los Angeles KROQ. Lincoln Parish quitte le groupe en début décembre 2013. Le guitariste Nick Bockrath le remplace au Jimmy Kimmel Live! le 9 décembre, et pour les concerts qui suivent. La tournée Melophobia se poursuit en 2014, avec un arrêt au Lollapalooza le 3 août. Le groupe fait d'ailleurs escale à Paris pour présenter les nouveaux morceaux. En août 2013, Brad Shultz et son épouse Lindsay auront un enfant : Etta Grace.

### Tell Me I'm PrettyetUnpeeled(2015-2018)
Cage the Elephant publie un quatrième album, Tell Me I'm Pretty, le 18 décembre 2015, avec Dan Auerbach, membre des Black Keys, à la production. Le premier single de l'album, Mess Around, est le premier joué par le groupe le 29 octobre 2015. Le groupe poste sur Twitter s'être inspiré des groupes Outkast et des Black Keys. Le groupe sort un deuxième single, Trouble. En soutien à l'album, Too Late To Say Goodbye est publié avant la sortie de l'album dans son intégralité.
En 2017, Cage the Elephant est le premier groupe à jouer dans le nouveau stade de Nanterre, la U Arena. Le groupe joue en première partie des Rolling Stones. Le 28 juillet 2017, le groupe sort un album live en acoustique nommé Unpeeled, chez Epic/RCA.

### Social Cues(2019-2023)
En 2019, le nouvel album s'appelle Social Cues,. Le site Les oreilles curieuses écrit : « Avec Social Cues, Cage The Elephant signe son disque le plus hétéroclite de leur discographie mais aussi le plus abouti et cohérent ».

### Neon Pill(depuis 2024)
En 2024, le groupe sort son nouvel album, Neon Pill,,. L'album a été écrit dans un contexte compliqué : covid, deuil du père des frères Schultz, et soucis de santé mentale.

## Membres

### Membres actuels
- Matt Shultz – chant (depuis 2006)
- Jared Champion – batterie, percussions (depuis 2006)
- Brad Shultz – guitare solo et rythmique, claviers (depuis 2006)
- Matthew Shultz – guitare solo, guitare rythmique (depuis 2006)
- Daniel Tichenor – basse, chœurs (depuis 2006)
- Nick Bockrath – guitare solo, chœurs (depuis 2017)
- Matthan Minster – piano, claviers, guitares solo et rythmique (depuis 2017)

### Ancien membre
- Lincoln Parish – guitare solo (2006–2013)

### Membres de tournée
- Dave Grohl – batterie, percussions (2011)
- Nick Bockrath – guitare solo, chœurs (2013–2017)
- Matthan Minster – piano, claviers, guitares solo et rythmique, chœurs (2013–2017)
- Joe Tichenor – guitares solo et rythmique (2013–2014)
- Kyle Davis – batterie, percussions (2014)

## Discographie

### Singles
- 2007 : Free Love
- 2008 : In One Ear
- 2008 : Ain't No Rest For the Wicked
- 2008 : In One Ear (New Version)
- 2009 : Back Against the Wall
- 2011 : Shake Me Down
- 2011 : Aberdeen
- 2012 : Come a Little Closer
- 2016 : Trouble

### Autres participations
- 2012 : Chimes of Freedom: Songs of Bob Dylan Honoring 50 Years of Amnesty International. Reprise de The Lonesome Death of Hattie Carroll de Bob Dylan